# Kościół Świętego Krzyża w Nysie

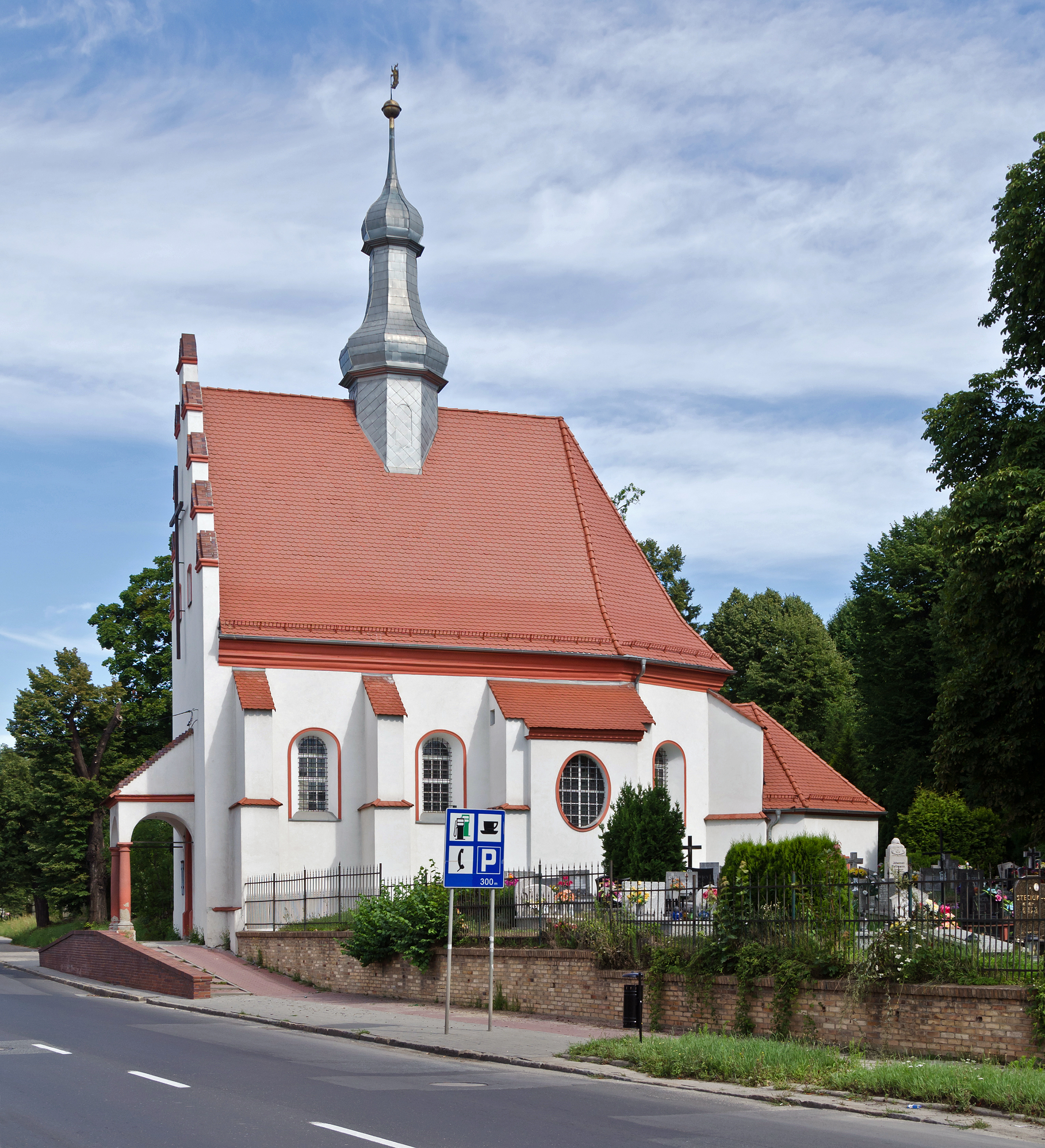
Widok z boku

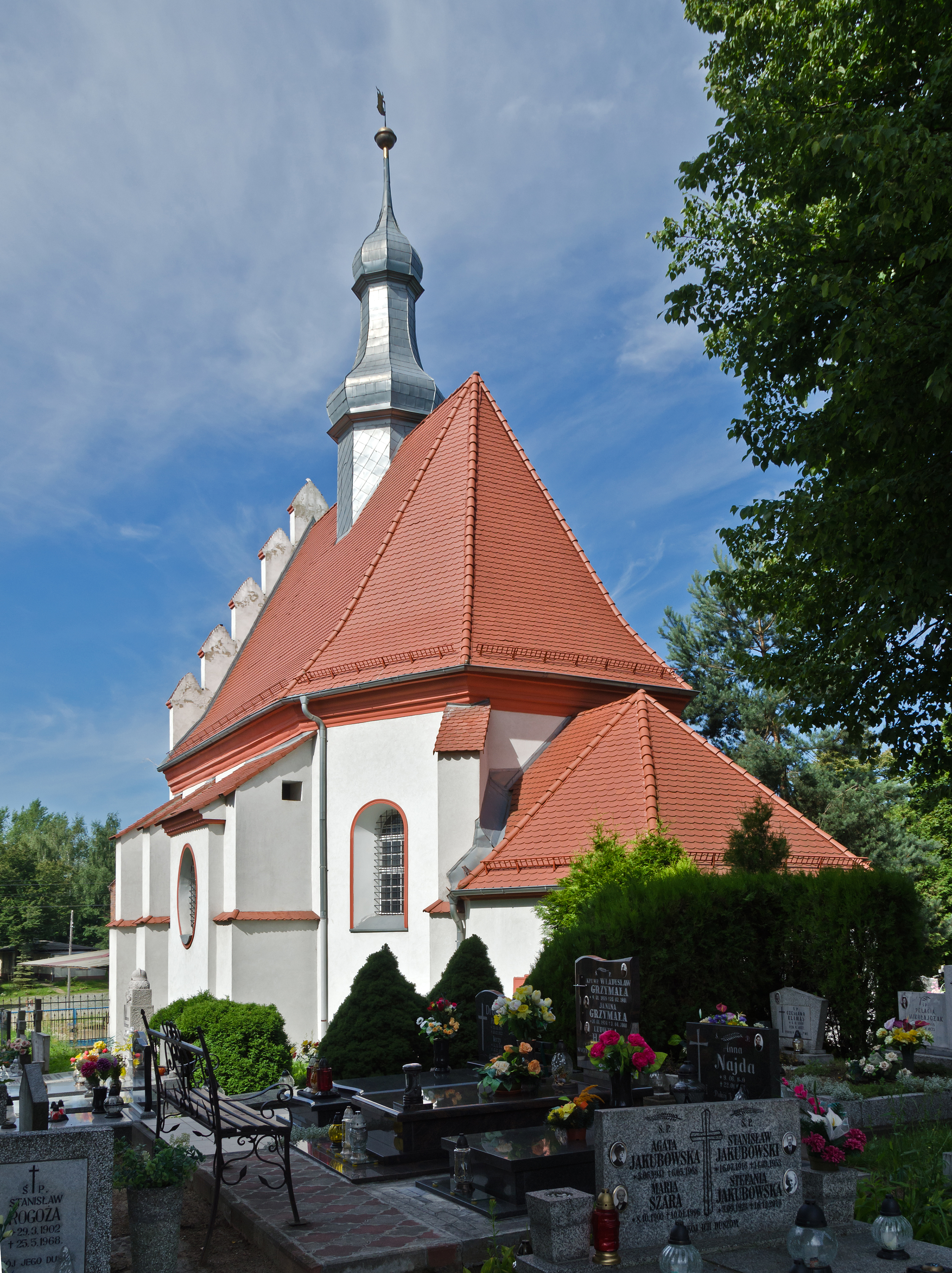
Widok od absydy

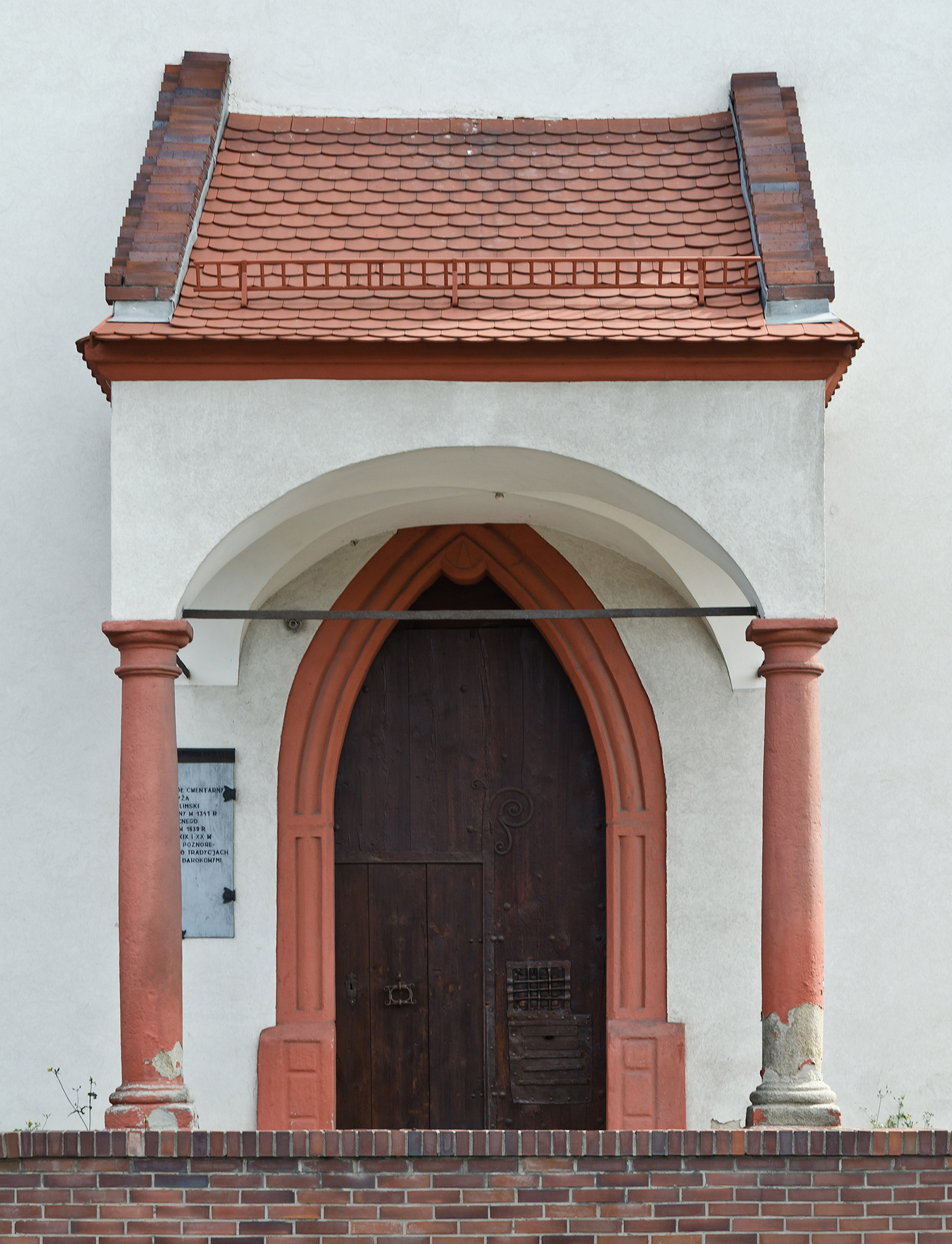
Wejście do kościoła

Kościół Jerozolimski pod wezwaniem Świętego Krzyża w Nysie – wybudowany na pamiątkę męki Zbawiciela, aktualnie pełni funkcję kościoła filialnego parafii św. Dominika, aczkolwiek nabożeństwa odbywają się w nim dość rzadko. Świątynia znajduje się na niewielkim wzniesieniu na skraju cmentarza, przy ulicy Mieczysława I.

## Jerozolima jako centrum świata dla chrześcijan
Cechą wyróżniającą religijność dawnych czasów byt kult miejsc męki Jezusa i tęsknota za Ziemią Świętą. Chrześcijanin w poprzednich stuleciach wierzył, że centrum świata znajduje się w Jerozolimie, a dzieje ludzkości znajdą tam swój koniec. Ta idea inspirowała pielgrzymki do tego miasta, wyprawy krzyżowe oraz powstawanie różnych sanktuariów, wzorowanych na wyidealizowanych planach Świętego Miasta. Ideę taką rozpowszechniał Kościół, pielgrzymi i pochodzące stamtąd
zakony rycerskie.

## Zakony rycerskie i ich tzw.kościoły jerozolimskie
Zakony duchowne i rycerskie wywodzące się bezpośrednio ze Świętego Miasta (np. bożogrobcy czy krzyżacy) fundowali lub inicjowali powstawanie tzw. kościołów jerozolimskich. Były to świątynie pod wezwaniem św. Krzyża lub św. Grobu, które nosiły cechy ideowe lub realne związane z Jerozolimą. Zachowywały one najczęściej miary i odległości pochodzące z Jerozolimy lub przynajmniej pewną skalę długości. Przykładem takiej architektury na Śląsku jest sanktuarium w Wambierzycach.

## Miara jerozolimskaw Nysie
Reguła bożogrobców zobowiązywała ten zakon do szczególnego kultu Grobu Chrystusowego i miejsc Jego męki. Służyła temu liturgia związana z pasją Jezusa i Krzyżem Świętym. Idea powstania kościoła jest zasługą zakonników właśnie tego
zgromadzenia.
Przebywający w Nysie od średniowiecza bożogrobcy mieli dokładną wiedzę geograficzną dotyczącą Ziemi Świętej, przechowywali także szczegółowe plany Jerozolimy.
Podjęto decyzję o budowie kościoła przy drodze do 
Otmuchowa, dawnej siedziby kasztelanii, wchodzącej w skład
księstwa biskupiego. Spełniono przy tym wymogi tzw. miary jerozolimskiej - odległość między nyskim ratuszem a kościołem jest taka sama jak odległość między domem Piłata a miejscem Ukrzyżowania Chrystusa w Jerozolimie.

## Historia
W miejscu, gdzie stoi obecny kościół, wcześniej znajdowała się drewniana kaplica
z pustelnią, wzmiankowana już w 1341 roku. Od czasów średniowiecza przybywały tam pielgrzymki. Budynek ten zburzono w 1633 roku i wzniesiono murowany kościół, który został konsekrowany 14 kwietnia 1639 roku.
Świątynię ufundowali ze składek mieszkańcy Nysy, a władze miejskie zobowiązały się opieki materialnej nad nią. Co roku, w Wielki Piątek, w samo południe, przybywała tu procesja z kościoła św. Jakuba. Zwyczaj ten przetrwał do roku 1945.
Zniszczona w czasie huraganu w 1660 roku wieżyczka kościelna została odbudowana osiemnaście lat później przez mistrza ciesielskiego Jerzego Hoertlinga z Nysy.
W 1692 roku świątynię rozbudowano przez dodanie dwóch kaplic o charakterze
transeptu oraz zakrystii.
Kościół odnawiano w XIX wieku i na początku XXI wieku.

## Architektura
Kościół trudny do jednoznacznej oceny pod względem stylu architektonicznego.
Najczęściej określa się go jako późnorenesansowy, o tradycjach 
gotyckich, z barokowymi dobudówkami.
Salowy, trójprzęsłowy z trójbocznym zamknięciem od wschodu, na osi którego znajduje się sześcioboczna zakrystia. Na zewnątrz opięty skarpami o jednym uskoku, między którymi wbudowano kaplice i zakrystię. Okna zamknięte półkoliście, rozglifione, w kaplicach i zakrystii owalne. Na fasadzie frontowej, w
szczycie, umieszczono podwójny krzyż bożogrobców - symbol związku świątyni z tym zakonem.
Wnętrze nakryte sklepieniami kolebkowymi z
lunetami. W kaplicach lunety i plafony, pośrodku sklepienia ujęte w
profilowane listwy stiukowe. W zakrystii sklepienie klasztorne z lunetami.
Chór muzyczny renesansowy, murowany, o prostym parapecie, podsklepiony
krzyżowo, wsparty na dwóch kanelowanych
kolumnach, dźwigających trzy arkady, z których skrajne są półkoliste, a środkowa o łuku spłaszczonym. W części północnej empory wbudowana
cylindryczna klatka schodowa z kręconymi kamiennymi stopniami.
Po bokach wschodniego przęsła dwie kwadratowe kaplice, od zachodu otwarty portyk. W wejściu do zakrystii kamienny, prostokątny, sfazowany portal.